# Szürkeszárnyú frankolin
A szürkeszárnyú frankolin (Scleroptila afra) a madarak osztályának tyúkalakúak (Galliformes) rendjébe és a fácánfélék (Phasianidae) családjába tartozó faj.

## Rendszerezése
A fajt John Latham angol ornitológus írta le 1790-ben, a Francolinus nembe Francolinus africanus néven. Egyes szervezetek jelenleg is ide sorolják.

## Előfordulása
Afrika  déli részén, a Dél-afrikai Köztársaság és Lesotho területén honos. Természetes élőhelyi a szubtrópusi és trópusi füves puszták, szavannák és cserjések. Állandó, nem vonuló faj.

## Megjelenése
Testhossza 30–33 centiméter, testtömege 345–539 gramm.

## Természetvédelmi helyzete
Az elterjedési területe rendkívül nagy, egyedszáma pedig stabil. A Természetvédelmi Világszövetség Vörös listáján nem fenyegetett fajként szerepel.

## Külső hivatkozások
- Képek az interneten a fajról
- Xeno-canto.org - a faj hangja és elterjedési területe